# Diaphaenidea semperi
Diaphaenidea semperi là một loài bọ cánh cứng trong họ Chrysomelidae. Loài này được Jacoby miêu tả khoa học năm 1894.